# Кандид (писатель)
Ка́ндид (др.-греч. Κάνδιδος; лат. Candidus; II век — III век) —  раннехристианский писатель. Сведения о нём очень скудные. Кандид написал сочинение «Рассуждение о шести днях творения». Сочинение не сохранилось.
Евсевий Кесарийский в своей книге «Церковная история» упоминает о Кандиде. 48 глава книги Иеронима Стридонского «О знаменитых мужах» посвящена Кандиду.